# پژنگرد
پژنگرد یا بزنجرد اسلامی روستایی در دهستان مالین بخش مرکزی شهرستان باخرز استان خراسان رضوی ایران است.

## جمعیت
بر پایه سرشماری عمومی نفوس و مسکن در سال ۱۳۹۰ جمعیت این روستا ۲۴۳ نفر (در ۶۳ خانوار) بوده است.